# Gilbert Laurent
Pour les articles homonymes, voir Laurent.
Gilbert Laurent est un homme politique français né le 4 février 1857 à Saint-André-d'Apchon (Loire) et décédé le 16 août 1937 à Antibes (Alpes-Maritimes).

## Biographie
Médecin, chirurgien aux hospices de Roanne, il est conseiller municipal de Roanne, conseiller général et député de la Loire de 1906 à 1924, inscrit au groupe de l'Entente républicaine démocratique.

## Sources
- « Gilbert Laurent », dans le Dictionnaire des parlementaires français (1889-1940), sous la direction de Jean Jolly, PUF, 1960 [détail de l’édition]